# Tour de France 1960
Le Tour de France 1960 est la 47e édition du Tour de France, course cycliste qui s'est déroulée du 26 juin au 17 juillet 1960.
La course, organisée par les journaux quotidiens L’Équipe et le Parisien Libéré, est constituée de 21 étapes pour 4 173 km, traverse deux pays, s'élance de Lille et arrive à Paris.
La compétition est disputée par 128 coureurs, dont 81 parviennent à l'arrivée.
L'épreuve est remportée par l'Italien Gastone Nencini qui a bénéficié notamment de la terrible chute du Français Roger Rivière dans la descente du col de Perjuret lors de la 14e étape.

## Généralités
Au départ de Lille, 4 formations de 14 coureurs et 9 formations de 8 coureurs sont alignées. Seule la formation italienne arrive au complet à Paris.
Lors de la 14e étape, le Français Roger Rivière, ne voulant pas laisser partir le maillot jaune Gastone Nencini, se lance à sa poursuite dans la descente du col du Perjuret (Lozère). Victime d'une chute qui aurait pu lui coûter la vie, Roger Rivière se voit contraint d'abandonner la course, et une carrière qui s'annonçait fructueuse.
La moyenne de ce tour est de 37,210 km/h.
La 20e étape passe à Colombey-les-Deux-Églises où, parmi les spectateurs, se trouve Charles de Gaulle. Jacques Goddet, directeur du Tour de France, en est informé et il arrête alors les coureurs pour saluer le président de la République française.

## Parcours
|                | Villes | Total |
| -------------- | --- | ----- |
| Villes-étape   | Aix-les-Bains, Angers, Avignon, Besançon, Briançon, Bruxelles, Caen, Dieppe, Gap, Limoges, Lorient, Luchon, Malo-les-Bains, Millau, Pau, Saint-Malo, Toulouse, Troyes | 18    |
| Villes-départ  | Lille, Mont-de-Marsan, Pontarlier | 3     |
| Villes-arrivée | Bordeaux, Paris, Thonon-les-Bains | 3     |

## Étapes
| Étape,        | Date             | Villes étapes                                |                             | Distance (km)    | Vainqueur d’étape    | Leader du classement général |
| ------------- | ---------------- | -------------------------------------------- | --------------------------- | ---------------- | -------------------- | ---------------------------- |
| 1re étape (a) | dim. 26 juin     | Lille – Bruxelles (BEL)                      | Étape de plaine             | 108              | Julien Schepens      | Julien Schepens              |
| 1re étape (b) | dim. 26 juin     | Bruxelles (BEL) – Bruxelles (BEL)            | Contre-la-montre individuel | 28               | Roger Rivière        | Gastone Nencini              |
| 2e étape      | lun. 27 juin     | Bruxelles (BEL) – Dunkerque - Malo-les-Bains | Étape de plaine             | 208              | René Privat          | Gastone Nencini              |
| 3e étape      | mar. 28 juin     | Dunkerque - Malo-les-Bains – Dieppe          | Étape de plaine             | 209              | Nino Defilippis      | Joseph Groussard             |
| 4e étape      | mer. 29 juin     | Dieppe – Caen                                | Étape de plaine             | 211              | Jean Graczyk         | Henry Anglade                |
| 5e étape      | jeu. 30 juin     | Caen – Saint-Malo                            | Étape de plaine             | 189              | André Darrigade      | Henry Anglade                |
| 6e étape      | ven. 1er juillet | Saint-Malo – Lorient                         | Étape de plaine             | 191              | Roger Rivière        | Jan Adriaensens              |
| 7e étape      | sam. 2 juillet   | Lorient – Angers                             | Étape de plaine             | 244              | Graziano Battistini  | Jan Adriaensens              |
| 8e étape      | dim. 3 juillet   | Angers – Limoges                             | Étape de plaine             | 240              | Nino Defilippis      | Jan Adriaensens              |
| 9e étape      | lun. 4 juillet   | Limoges – Bordeaux                           | Étape de plaine             | 225              | Martin Van Geneugden | Jan Adriaensens              |
| 10e étape     | mar. 5 juillet   | Mont-de-Marsan – Pau                         | Étape de montagne           | 228              | Roger Rivière        | Gastone Nencini              |
| 11e étape     | mer. 6 juillet   | Pau – Luchon                                 | Étape de montagne           | 161              | Kurt Gimmi           | Gastone Nencini              |
| 12e étape     | jeu. 7 juillet   | Luchon – Toulouse                            | Étape de montagne           | 176              | Jean Graczyk         | Gastone Nencini              |
| 13e étape     | ven. 8 juillet   | Toulouse – Millau                            | Étape de plaine             | 224              | Louis Proost         | Gastone Nencini              |
|               | sam. 9 juillet   | Millau                                       | Jour de repos               | Journée de repos | Journée de repos     | Journée de repos             |
| 14e étape     | dim. 10 juillet  | Millau – Avignon                             | Étape de montagne           | 217              | Martin Van Geneugden | Gastone Nencini              |
| 15e étape     | lun. 11 juillet  | Avignon – Gap                                | Étape de montagne           | 187              | Michel Van Aerde     | Gastone Nencini              |
| 16e étape     | mar. 12 juillet  | Gap – Briançon                               | Étape de montagne           | 172              | Graziano Battistini  | Gastone Nencini              |
| 17e étape     | mer. 13 juillet  | Briançon – Aix-les-Bains                     | Étape de montagne           | 229              | Jean Graczyk         | Gastone Nencini              |
| 18e étape     | jeu. 14 juillet  | Aix-les-Bains – Thonon-les-Bains             | Étape de montagne           | 215              | Fernando Manzaneque  | Gastone Nencini              |
| 19e étape     | ven. 15 juillet  | Pontarlier – Besançon                        | Contre-la-montre individuel | 83               | Rolf Graf            | Gastone Nencini              |
| 20e étape     | sam. 16 juillet  | Besançon – Troyes                            | Étape de plaine             | 229              | Pierre Beuffeuil     | Gastone Nencini              |
| 21e étape     | dim. 17 juillet  | Troyes – Paris - Parc des princes            | Étape de plaine             | 200              | Jean Graczyk         | Gastone Nencini              |

## Classements

### Classement général final
| Classement général | Classement général  | Classement général   | Classement général  | Classement général  |
|                    | Coureur             | Pays                 | Équipe              | Temps               |
| ------------------ | ------------------- | -------------------- | ------------------- | ------------------- |
| 1er                | Gastone Nencini     | Italie               | Italie              | en 112 h 8 min 42 s |
| 2e                 | Graziano Battistini | Italie               | Italie              | + 5 min 2 s         |
| 3e                 | Jan Adriaensens     | Belgique             | Belgique            | + 10 min 24 s       |
| 4e                 | Hans Junkermann     | Allemagne de l'Ouest | Allemagne           | + 11 min 21 s       |
| 5e                 | Joseph Planckaert   | Belgique             | Belgique            | + 13 min 2 s        |
| 6e                 | Raymond Mastrotto   | France               | France              | + 16 min 12 s       |
| 7e                 | Arnaldo Pambianco   | Italie               | Italie              | + 17 min 58 s       |
| 8e                 | Henry Anglade       | France               | France              | + 19 min 17 s       |
| 9e                 | Marcel Rohrbach     | France               | Centre - Midi       | + 20 min 2 s        |
| 10e                | Imerio Massignan    | Italie               | Italie              | + 23 min 28 s       |
| 11e                | Fernando Manzaneque | Espagne              | Espagne             | + 25 min 59 s       |
| 12e                | Albertus Geldermans | Pays-Bas             | Pays-Bas            | + 26 min 33 s       |
| 13e                | Jean Graczyk        | France               | France              | + 26 min 55 s       |
| 14e                | François Mahé       | France               | France              | + 32 min 36 s       |
| 15e                | Louis Rostollan     | France               | France              | + 34 min 18 s       |
| 16e                | André Darrigade     | France               | France              | + 34 min 23 s       |
| 17e                | Antonio Suárez      | Espagne              | Espagne             | + 39 min 15 s       |
| 18e                | Édouard Delberghe   | France               | France              | + 44 min 25 s       |
| 19e                | René Pavard         | France               | France              | + 48 min 13 s       |
| 20e                | Carmelo Morales     | Espagne              | Espagne             | + 50 min 44 s       |
| 21e                | Jesús Loroño        | Espagne              | Espagne             | + 52 min 10 s       |
| 22e                | Kurt Gimmi          | Suisse               | Suisse / Luxembourg | + 54 min 40 s       |
| 23e                | Stéphane Lach       | France               | Paris - Nord        | + 55 min 2 s        |
| 24e                | Michel Van Aerde    | Belgique             | Belgique            | + 56 min 51 s       |
| 25e                | Eddy Pauwels        | Belgique             | Belgique            | + 59 min 5 s        |
| modifier           |                     |                      |                     |                     |

### Classements annexes finals
| Classement par points | Classement par points | Classement par points | Classement par points | Classement par points |
| --------------------- | --------------------- | --------------------- | --------------------- | --------------------- |
|                       | Coureur               | Pays                  | Équipe                | Point(s)              |
| 1er                   | Jean Graczyk          | France                | France                | 74 points             |
| 2e                    | Graziano Battistini   | Italie                | Italie                | 40 pts                |
| 3e                    | Gastone Nencini       | Italie                | Italie                | 36 pts                |
| 4e                    | Nino Defilippis       | Italie                | Italie                | 25 pts                |
| 5e                    | André Darrigade       | France                | France                | 22 pts                |
| 6e                    | Dino Bruni            | Italie                | Italie                | 19 pts                |
| 7e                    | Michel Van Aerde      | Belgique              | Belgique              | 19 pts                |
| 8e                    | Fernando Manzaneque   | Espagne               | Espagne               | 16 pts                |
| 9e                    | Pierre Beuffeuil      | France                | Centre - Midi         | 15 pts                |
| 10e                   | Bernard Viot          | France                | Paris - Nord          | 15 pts                |
| modifier              |                       |                       |                       |                       |

| Classement du Prix du meilleur grimpeur | Classement du Prix du meilleur grimpeur | Classement du Prix du meilleur grimpeur | Classement du Prix du meilleur grimpeur | Classement du Prix du meilleur grimpeur |
| --------------------------------------- | --------------------------------------- | --------------------------------------- | --------------------------------------- | --------------------------------------- |
|                                         | Coureur                                 | Pays                                    | Équipe                                  | Point(s)                                |
| 1er                                     | Imerio Massignan                        | Italie                                  | Italie                                  | 56 points                               |
| 2e                                      | Marcel Rohrbach                         | France                                  | Centre - Midi                           | 52 pts                                  |
| 3e                                      | Graziano Battistini                     | Italie                                  | Italie                                  | 44 pts                                  |
| 4e                                      | Kurt Gimmi                              | Suisse                                  | Suisse / Luxembourg                     | 36 pts                                  |
| 5e                                      | Gastone Nencini                         | Italie                                  | Italie                                  | 36 pts                                  |
| 6e                                      | Fernando Manzaneque                     | Espagne                                 | Espagne                                 | 28 pts                                  |
| 7e                                      | Martin van den Borgh (en)               | Pays-Bas                                | Pays-Bas                                | 22 pts                                  |
| 8e                                      | René Marigil                            | Espagne                                 | Espagne                                 | 21 pts                                  |
| 9e                                      | Joseph Planckaert                       | Belgique                                | Belgique                                | 20 pts                                  |
| 10e                                     | Arnaldo Pambianco                       | Italie                                  | Italie                                  | 18 pts                                  |
| modifier                                |                                         |                                         |                                         |                                         |

| Classement par équipes | Classement par équipes | Classement par équipes | Classement par équipes |
|                        | Équipe                 | Pays                   | Temps                  |
| ---------------------- | ---------------------- | ---------------------- | ---------------------- |
| 1re                    | France                 | France                 | en 335 h 43 min 43 s   |
| 2e                     | Italie                 | Italie                 | + 13 min 36 s          |
| 3e                     | Belgique               | Belgique               | + 1 h 3 min 1 s        |
| 4e                     | Espagne                | Espagne                | + 1 h 51 min 55 s      |
| 5e                     | Pays-Bas               | Pays-Bas               | + 2 h 1 min 56 s       |
| 6e                     | Paris - Nord           | France                 | + 2 h 57 min 41 s      |
| 7e                     | Centre - Midi          | France                 | + 3 h 1 min 1 s        |
| 8e                     | Allemagne              | Allemagne de l'Ouest   | + 3 h 52 min 52 s      |
| 9e                     | Ouest                  | France                 | + 4 h 8 min 36 s       |
| 10e                    | Suisse / Luxembourg    | Suisse / Luxembourg    | + 4 h 31 min 3 s       |
| modifier               |                        |                        |                        |

| Classement de la combativité | Classement de la combativité | Classement de la combativité | Classement de la combativité | Classement de la combativité |
| ---------------------------- | ---------------------------- | ---------------------------- | ---------------------------- | ---------------------------- |
|                              | Coureur                      | Pays                         | Équipe                       | Point(s)                     |
| 1er                          | Jean Graczyk                 | France                       | France                       | 363 points                   |
| 2e                           | Graziano Battistini          | Italie                       | Italie                       | 161 pts                      |
| 3e                           | Jean Milesi                  | France                       | Est - Sud-Est                | 156 pts                      |
| 4e                           | Pierre Beuffeuil             | France                       | Centre - Midi                | 50 pts                       |
| modifier                     |                              |                              |                              |                              |

### Évolution des classements
| Étape              | Vainqueur            | Classement général | Classement par points                            | Classement de la montagne | Classement par équipes | Classement de la combativité |
| ------------------ | -------------------- | ------------------ | ------------------------------------------------ | ------------------------- | ---------------------- | ---------------------------- |
| 1a                 | Julien Schepens      | Julien Schepens    | Julien Schepens                                  | Non décerné               | Belgique               | Joseph Groussard             |
| 1b                 | Roger Rivière        | Gastone Nencini    | Nencini, Rivière et Schepens                     | Non décerné               | Belgique               | Joseph Groussard             |
| 2                  | René Privat          | Gastone Nencini    | Privat, Nencini, Rivière et Schepens             | Non décerné               | France                 | Tom Simpson                  |
| 3                  | Nino Defilippis      | Joseph Groussard   | Defilippis, Privat, Nencini, Rivière et Schepens | Non décerné               | France                 | Joseph Groussard             |
| 4                  | Jean Graczyk         | Henry Anglade      | Jean Graczyk                                     | Non décerné               | France                 | Henry Anglade                |
| 5                  | André Darrigade      | Henry Anglade      | Jean Graczyk                                     | Non décerné               | France                 | Camille Le Menn              |
| 6                  | Roger Rivière        | Jan Adriaensens    | Jean Graczyk                                     | Non décerné               | France                 | Gastone Nencini              |
| 7                  | Graziano Battistini  | Jan Adriaensens    | Jean Graczyk                                     | Non décerné               | France                 | Pierre Beuffeuil             |
| 8                  | Nino Defilippis      | Jan Adriaensens    | Jean Graczyk                                     | Non décerné               | France                 | Jean Milesi                  |
| 9                  | Martin van Geneugden | Jan Adriaensens    | Jean Graczyk                                     | Non décerné               | France                 | Jean Graczyk                 |
| 10                 | Roger Rivière        | Gastone Nencini    | Jean Graczyk                                     | Graziano Battistini       | France                 | Graziano Battistini          |
| 11                 | Kurt Gimmi           | Gastone Nencini    | Jean Graczyk                                     | Gastone Nencini           | France                 | Kurt Gimmi                   |
| 12                 | Jean Graczyk         | Gastone Nencini    | Jean Graczyk                                     | Gastone Nencini           | France                 | Jef Planckaert               |
| 13                 | Louis Proost         | Gastone Nencini    | Jean Graczyk                                     | Gastone Nencini           | France                 | Louis Proost                 |
| 14                 | Martin van Geneugden | Gastone Nencini    | Jean Graczyk                                     | Gastone Nencini           | France                 | Jean Graczyk                 |
| 15                 | Michel Van Aerde     | Gastone Nencini    | Jean Graczyk                                     | Gastone Nencini           | France                 | Tom Simpson                  |
| 16                 | Graziano Battistini  | Gastone Nencini    | Jean Graczyk                                     | Marcel Rohrbach           | France                 | Imerio Massignan             |
| 17                 | Jean Graczyk         | Gastone Nencini    | Jean Graczyk                                     | Marcel Rohrbach           | France                 | René Marigil                 |
| 18                 | Fernando Manzaneque  | Gastone Nencini    | Jean Graczyk                                     | Imerio Massignan          | France                 | Fernando Manzaneque          |
| 19                 | Rolf Graf            | Gastone Nencini    | Jean Graczyk                                     | Imerio Massignan          | France                 | Camille Le Menn              |
| 20                 | Pierre Beuffeuil     | Gastone Nencini    | Jean Graczyk                                     | Imerio Massignan          | France                 | Pierre Beuffeuil             |
| 21                 | Jean Graczyk         | Gastone Nencini    | Jean Graczyk                                     | Imerio Massignan          | France                 | Jean Graczyk                 |
| Classements finals | Classements finals   | Gastone Nencini    | Jean Graczyk                                     | Imerio Massignan          | France                 | Jean Graczyk                 |

## Liste des coureurs
La liste ci-dessous présente les coureurs inscrits par numéro de dossard.
| Légende | Légende                                                                    | Légende | Légende                                                    |
| ------- | -------------------------------------------------------------------------- | ------- | ---------------------------------------------------------- |
| Num     | Dossard de départ porté par le coureur sur ce Tour                         | Pos     | Position à l'arrivée de la course                          |
|         | Indique un maillot de champion national ou mondial, suivi de sa spécialité | NP      | Indique un coureur qui n'a pas pris le départ de la course |
| AB      | Indique un coureur qui n'a pas terminé la course                           | HD      | Indique un coureur qui a terminé la course hors des délais |

| Espagne                               | Espagne                       | Espagne |
| ------------------------------------- | ----------------------------- | ------- |
| Num                                   | Coureur                       | Pos     |
| 1                                     | Federico Bahamontes (ESP)     | AB-2    |
| 2                                     | José Herrero Berrendero (ESP) | 81e     |
| 3                                     | Jesús Galdeano (ESP)          | AB-14   |
| 4                                     | José Gómez del Moral (ESP)    | AB-3    |
| 5                                     | Antonio Karmany (ESP)         | AB-17   |
| 6                                     | Jesús Loroño (ESP)            | 21e     |
| 7                                     | Fernando Manzaneque (ESP)     | 11e     |
| 8                                     | René Marigil (ESP)            | 62e     |
| 9                                     | Gabriel Mas (ESP)             | AB-6    |
| 10                                    | Carmelo Morales (ESP)         | 20e     |
| 11                                    | Luís Otaño (ESP)              | 42e     |
| 12                                    | Miguel Pacheco (ESP)          | 69e     |
| 13                                    | Julio San Emeterio (ESP)      | AB-4    |
| 14                                    | Antonio Suárez (ESP)          | 17e     |
| Directeur sportif : Julian Berrendero |                               |         |

| Belgique                           | Belgique                   | Belgique |
| ---------------------------------- | -------------------------- | -------- |
| Num                                | Coureur                    | Pos      |
| 21                                 | Jan Adriaensens (BEL)      | 3e       |
| 22                                 | Jean Brankart (BEL)        | AB-12    |
| 23                                 | Armand Desmet (BEL)        | 53e      |
| 24                                 | Jos Hoevenaers (BEL)       | AB-12    |
| 25                                 | Marcel Janssens (BEL)      | AB-11    |
| 26                                 | André Messelis (BEL)       | 43e      |
| 27                                 | Yvo Molenaers (BEL)        | 64e      |
| 28                                 | Eddy Pauwels (BEL)         | 25e      |
| 29                                 | Jozef Planckaert (BEL)     | 5e       |
| 30                                 | Louis Proost (BEL)         | AB-14    |
| 31                                 | Julien Schepens (BEL)      | AB-7     |
| 32                                 | Frans Schoubben (BEL)      | AB-11    |
| 33                                 | Michel Van Aerde (BEL)     | 24e      |
| 34                                 | Martin Van Geneugden (BEL) | AB-19    |
| Directeur sportif : Georges Ronsse |                            |          |

| France                           | France                  | France |
| -------------------------------- | ----------------------- | ------ |
| Num                              | Coureur                 | Pos    |
| 41                               | Henry Anglade (FRA)     | 8e     |
| 42                               | Robert Cazala (FRA)     | AB-14  |
| 43                               | Claude Colette (FRA)    | AB-13  |
| 44                               | André Darrigade (FRA)   | 16e    |
| 45                               | Édouard Delberghe (FRA) | 18e    |
| 46                               | Jean Dotto (FRA)        | 35e    |
| 47                               | Pierre Everaert (FRA)   | 32e    |
| 48                               | Jean Graczyk (FRA)      | 13e    |
| 49                               | Raymond Mastrotto (FRA) | 6e     |
| 50                               | François Mahé (FRA)     | 14e    |
| 51                               | René Pavard (FRA)       | 19e    |
| 52                               | René Privat (FRA)       | AB-13  |
| 53                               | Roger Rivière (FRA)     | AB-14  |
| 54                               | Louis Rostollan (FRA)   | 15e    |
| Directeur sportif : Marcel Bidot |                         |        |

| Italie                            | Italie                    | Italie |
| --------------------------------- | ------------------------- | ------ |
| Num                               | Coureur                   | Pos    |
| 61                                | Pierino Baffi (ITA)       | 68e    |
| 62                                | Ercole Baldini (ITA)      | 33e    |
| 63                                | Graziano Battistini (ITA) | 2e     |
| 64                                | Fernando Brandolini (ITA) | 78e    |
| 65                                | Dino Bruni (ITA)          | 72e    |
| 66                                | Vittorio Casati (ITA)     | 57e    |
| 67                                | Nino Defilippis (ITA)     | 67e    |
| 68                                | Nello Fabbri (ITA)        | 76e    |
| 69                                | Roberto Falaschi (ITA)    | 49e    |
| 70                                | Gianni Ferlenghi (ITA)    | 71e    |
| 71                                | Imerio Massignan (ITA)    | 10e    |
| 72                                | Gastone Nencini (ITA)     | 1er    |
| 73                                | Arnaldo Pambianco (ITA)   | 7e     |
| 74                                | Alfredo Sabbadin (ITA)    | 41e    |
| Directeur sportif : Alfredo Binda |                           |        |

| Suisse / Luxembourg             | Suisse / Luxembourg       | Suisse / Luxembourg |
| ------------------------------- | ------------------------- | ------------------- |
| Num                             | Coureur                   | Pos                 |
| 81                              | Kurt Gimmi (SUI)          | 22e                 |
| 82                              | Rolf Graf (SUI)           | 70e                 |
| 83                              | Hans Schleuniger (SUI)    | 80e                 |
| 84                              | Attilio Moresi (SUI)      | AB-9                |
| 85                              | René Strehler (SUI)       | 37e                 |
| 86                              | Willy Trepp (SUI)         | AB-2                |
| 87                              | Aldo Bolzan (ITA)         | 54e                 |
| 88                              | Jean-Pierre Schmitz (LUX) | AB-1a               |
| Directeur sportif : Alex Burtin |                           |                     |

| Pays-Bas                         | Pays-Bas                   | Pays-Bas |
| -------------------------------- | -------------------------- | -------- |
| Num                              | Coureur                    | Pos      |
| 91                               | Piet Damen (NED)           | 27e      |
| 92                               | Jo de Roo (NED)            | AB-14    |
| 93                               | Albertus Geldermans (NED)  | 12e      |
| 94                               | Jaap Kersten (NED)         | 45e      |
| 95                               | Coen Niesten (NED)         | AB-11    |
| 96                               | Martin van den Borgh (NED) | 34e      |
| 97                               | Piet van Est (NED)         | 28e      |
| 98                               | Wim van Est (NED)          | 39e      |
| Directeur sportif : Klaas Buchly |                            |          |

| Allemagne                         | Allemagne              | Allemagne |
| --------------------------------- | ---------------------- | --------- |
| Num                               | Coureur                | Pos       |
| 101                               | Willi Altig (RFA)      | AB-6      |
| 102                               | Manfred Donike (RFA)   | AB-11     |
| 103                               | Lothar Friedrich (RFA) | 51e       |
| 104                               | Hans Jaroscewicz (RFA) | AB-11     |
| 105                               | Hans Junkermann (RFA)  | 4e        |
| 106                               | Emil Reinecke (RFA)    | 56e       |
| 107                               | Franz Reitz (RFA)      | AB-18     |
| 108                               | Horst Tüller (RFA)     | AB-14     |
| Directeur sportif : Peter Kanters |                        |           |

| Internationaux                  | Internationaux          | Internationaux |
| ------------------------------- | ----------------------- | -------------- |
| Num                             | Coureur                 | Pos            |
| 111                             | Adolf Christian (AUT)   | AB-13          |
| 112                             | Wilfried Thaler (AUT)   | AB-6           |
| 113                             | Leif Hammel (DAN)       | AB-5           |
| 114                             | Tadeusz Wierucki (POL)  | AB-3           |
| 115                             | Ole-Bent Retvig (DAN)   | AB-1a          |
| 116                             | Antonino Baptista (POR) | AB-13          |
| 117                             | Alves Barbosa (POR)     | 65e            |
| 118                             | Goran Karlsson (SWE)    | AB-8           |
| Directeur sportif : Egon Letsch |                         |                |

| Grande-Bretagne                       | Grande-Bretagne      | Grande-Bretagne |
| ------------------------------------- | -------------------- | --------------- |
| Num                                   | Coureur              | Pos             |
| 121                                   | John Andrews (GBR)   | AB-2            |
| 122                                   | Stan Brittain (GBR)  | AB-9            |
| 123                                   | John Kennedy (GBR)   | AB-12           |
| 124                                   | Harry Reynolds (GBR) | AB-12           |
| 125                                   | Brian Robinson (GBR) | 26e             |
| 126                                   | Norman Sheil (GBR)   | AB-11           |
| 127                                   | Tom Simpson (GBR)    | 29e             |
| 128                                   | Vic Sutton (GBR)     | AB-18           |
| Directeur sportif : Sauveur Ducazeaux |                      |                 |

| Ouest                             | Ouest                  | Ouest |
| --------------------------------- | ---------------------- | ----- |
| Num                               | Coureur                | Pos   |
| 131                               | Edouard Bihouée (FRA)  | 61e   |
| 132                               | Max Bleneau (FRA)      | 58e   |
| 133                               | André Foucher (FRA)    | AB-9  |
| 134                               | Jean Gainche (FRA)     | 36e   |
| 135                               | Joseph Groussard (FRA) | 52e   |
| 136                               | Félix Lebuhotel (FRA)  | 40e   |
| 137                               | Fernand Picot (FRA)    | 46e   |
| 138                               | Francis Pipelin (FRA)  | 73e   |
| Directeur sportif : Paul Le Drogo |                        |       |

| Sud-Est                             | Sud-Est                | Sud-Est |
| ----------------------------------- | ---------------------- | ------- |
| Num                                 | Coureur                | Pos     |
| 141                                 | Jean Anastasi (FRA)    | AB-12   |
| 142                                 | Louis Bisilliat (FRA)  | 74e     |
| 143                                 | Jean Forestier (FRA)   | AB-7    |
| 144                                 | Hubert Ferrer (FRA)    | AB-14   |
| 145                                 | Bernard Gauthier (FRA) | 79e     |
| 146                                 | Jean Milesi (FRA)      | 55e     |
| 147                                 | Pierre Morel (FRA)     | 77e     |
| 148                                 | Antonin Rolland (FRA)  | 59e     |
| Directeur sportif : Adolphe Deledda |                        |         |

| Paris - Nord-Est                | Paris - Nord-Est         | Paris - Nord-Est |
| ------------------------------- | ------------------------ | ---------------- |
| Num                             | Coureur                  | Pos              |
| 151                             | Joseph Wasko (FRA)       | 38e              |
| 152                             | André Geneste (FRA)      | AB-11            |
| 153                             | Pierre Gouget (FRA)      | AB-15            |
| 154                             | Raymond Hoorelbeke (FRA) | 48e              |
| 155                             | Stéphane Lach (FRA)      | 23e              |
| 156                             | André Le Dissez (FRA)    | 47e              |
| 157                             | Michel Vermeulin (FRA)   | 30e              |
| 158                             | Bernard Viot (FRA)       | 44e              |
| Directeur sportif : Jean Mazier |                          |                  |

| Centre - Midi                       | Centre - Midi          | Centre - Midi |
| ----------------------------------- | ---------------------- | ------------- |
| Num                                 | Coureur                | Pos           |
| 161                                 | Pierre Beuffeuil (FRA) | 31e           |
| 162                                 | Manuel Busto (FRA)     | 75e           |
| 163                                 | Camille Le Menn (FRA)  | 66e           |
| 164                                 | Marcel Queheille (FRA) | 50e           |
| 165                                 | Marcel Rohrbach (FRA)  | 9e            |
| 166                                 | Pierre Ruby (FRA)      | 63e           |
| 167                                 | Tino Sabbadini (FRA)   | 60e           |
| 168                                 | Gérard Thiélin (FRA)   | AB-14         |
| Directeur sportif : Maurice Quentin |                        |               |